# 川畑瞳

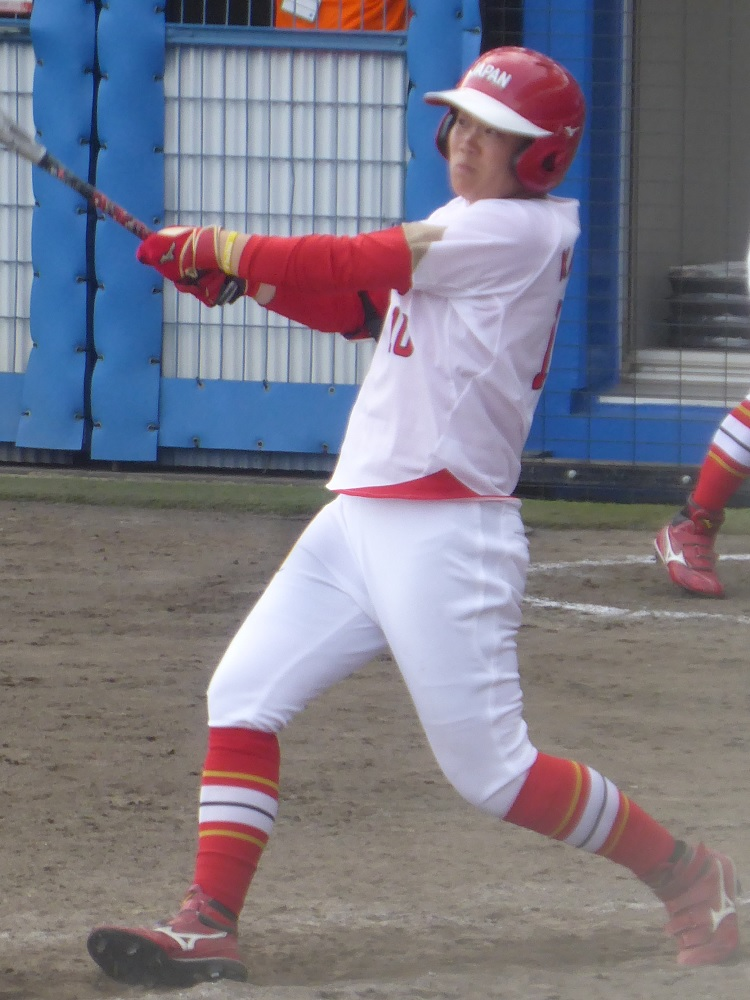
日本代表として (2024年)

川畑 瞳（かわばた ひとみ、1996年5月1日 - ）は、鹿児島県鹿児島市出身の女子ソフトボール選手（内野手）。ホンダリヴェルタ所属。ソフトボール日本代表。2021年開催の東京オリンピック金メダリスト。

## 経歴
高校3年生の時にインターハイで優勝。2021年8月23日、鹿児島県民栄誉表彰を受賞。

## 人物・エピソード
尊敬する選手は大谷翔平と答えている。
東京オリンピック日本代表として金メダルを獲得した功績をたたえ、2022年1月14日、鹿児島市の鹿児島明和郵便局前に記念のゴールドポスト（第48号）が設置された（ゴールドポストプロジェクト）。

## 詳細情報

### 日本リーグ個人表彰
- 2015年 - ベストナイン賞（三塁手）
- 2018年 - ベストナイン賞（二塁手）

### JDリーグ個人表彰
- 2022年 - [東]ベストナイン（二塁手）

### 背番号
- 12（2015 - 2016）
- 7（2017 - 2019）
- 10（2020 - 2021）
- 1（2022 - 2024）
- 7（2025 - ）